# Durgabai Deshmukh
Durgabai Deshmukh (15 de juliol de 1909 - 9 de maig de 1981) va ser una lluitadora per la llibertat de l'Índia, advocada, treballadora social i política, membre de l'Assemblea Constituent de l'Índia i de la Comissió de Planificació de l'Índia i fundadora de diverses institucions amb finalitats socials. Va revolucionar el concepte de treball social, a partir de les bases establertes per estadistes com Mahatma Gandhi i va posar els fonaments per al suport i reconeixement de l'Estat a aquestes institucions.
Nascuda a Rajahmundry, Andhra Pradesh, Índia, Durgabai va ser casada a l'edat de 8 anys i al llarg de la seva vida lluitaria contra aquests casaments de nenes i per l'emancipació de les dones. Més gran es va casar amb Chintaman Dwarakanath Deshmukh, el primer governador indígena del Banc de la Reserva de l'Índia i ministre d'Hisenda al gabinet central de l'Índia durant el període 1950-1956.